# Gobernación de Hasaka
Hasaka (árabe: مُحافظة الحسكة, kurdo: حسكة, arameo: ܓܙܪܬܐ) es una gobernación localizada en el extremo noreste de Siria, cuya capital es la ciudad homónima de Hasaka, y que es atravesada por el río Jabur. Actualmente (2024), es mayormente parte de la Administración Autónoma del Norte y Este de Siria.
Se distingue por sus fértiles tierras, su abundancia de agua, su naturaleza pintoresca y por tener más de un centenar de lugares arqueológicos interesantes. Posee una superficie de 23 334 km² y su población se estimó en 1 377 000 en 2007.

## Localidades y demografía
La población de la gobernación de Hasaka se compone de distintos grupos culturales y étnicos, principalmente árabes, asirios, kurdos y una minoría armenia.
Según el censo oficial de 2004, la población de la gobernación era de 1 275 118 habitantes. En 2007 se estimó que era de 1 377 000 habitantes.
Los datos de población que aparecen están basados en el censo oficial de 2004:

## Distritos
La gobernación está dividida en 4 distritos (Mintaqas):
- Distrito de Hasaka
- Distrito de Qamishli
- Distrito de Al Malikiya
- Distrito de Ras al-Ayn

### Subdistritos
Los 4 distritos se subdividen a su vez en 16 subdistritos (nawahi):
Distrito de Hasaka
- Subdistrito de Hasaka
- Subdistrito de Ash-Shaddadeh
- Subdistrito de Tal Tamer
- Subdistrito de Bir al-Helu
- Subdistrito de Markadah
- Subdistrito de Al-Arishah
- Subdistrito de Al-Hawl

Distrito de Qamishli
- Subdistrito de Qamishli
- Subdistrito de Al Qahtania
- Subdistrito de Amuda
- Subdistrito de Tal Hamis

Distrito de Al Malikiya
- Subdistrito de Al Malikiya
- Subdistrito de Al-Jawadiyah
- Subdistrito de Yarubiyah

Distrito de Al Ras al-Ayn
- Subdistrito de Ras al-Ayn
- Subdistrito de Al Darbasiya